# Koukai
Kūkai (Koukai), japanski 空海, くうかい) (5. godina Hōkija/774. – 21. dan 3. mjesec 2. godina Jōwe/22. travnja 835.) je bio japanski redovnik, državni službenik, znanstvenik, pjesnik i umjetnik. Ime Koukai u prijevodu doslovno znači More praznine. Poslije smrti je postao poznat pod imenom Kōbō-Daishi (japanski 弘法大師) što bi u prijevodu na hrvatski značilo Veliki majstor koji je promicao budističko učenje.
Rodom je bio iz aristokratske obitelji Saeki, ogranka starog klana Ōtomo . Rodio se u Zentsū-jiu u pokrajini Sanuki na otoku Shikokuu. Ne postoji jedinstvenost zapisa koje mu je pravo ime na rođenju: po jednima je Tōtomono po jednima, Mao po drugima. Većina suvremenih studija rabi ime Mao. 
Utemeljio je školu budizma zvanu shingon. Sljedbenici shingona ga oslovljavaju počasnim naslovima O-Daishi-sama (お大師様) i Henjō-Kongō (遍照金剛). Poznat je kao krasopisac. Stariji povijesni izvori su među brojne njegove izume pripisivali da je izmislio kanu, japansko slogovno pismo kojim se danas piše japanski jezik, zajedno s kineskim znakovima (kanji). Današnji povjesničari ne uzimaju više za ozbiljno te izvore.
Umro je na planini imena Kōya. Budisti vjeruju da Koukai nije umro nego da meditira. Zato njihovi hodočasnici idu svaki dan na planinu Koyu odnijeti mu hranu i promijeniti mu odjeću. Samo najviši redovnici ga smiju vidjeti.